# Чайлаккала
Чайлаккала (азерб. Çaylaqqala) — село у Ходжавендському районі Азербайджану.

## Пам'ятки
У селі розташований цвинтар 17—19 століття, хачкар 16—17 століття та млин 19 століття.